# Crime's Triangle
Crime's Triangle è un cortometraggio muto del 1915 diretto da King Baggot.

## Produzione
Il film fu prodotto dall'Independent Moving Pictures Co. of America (IMP).

## Distribuzione
Distribuito dall'Universal Film Manufacturing Company, il film uscì nelle sale cinematografiche USA il 10 settembre 1915.